# Star Fleet
Star Fleet is de eerste solo-single van Queen-gitarist Brian May, afkomstig van zijn eerste niet-Queen-release Star Fleet Project. Dit album is ontstaan uit een jamsessie tussen May, Eddie Van Halen (Van Halen), Alan Gratzer (REO Speedwagon), Phil Chen en Fred Mandel op 21 en 22 april 1983. Ook worden op dit nummer achtergrondvocalen verzorgd door Queen-drummer Roger Taylor. Het nummer werd van 8 minuten op het mini-album teruggebracht naar ongeveer 4 minuten voor de singleversie, wat ook radiovriendelijker is. Er werden ook nog kortere versies van het nummer gemaakt voor promoreleases in Argentinië en de Verenigde Staten. De Europese B-kant, "Son of Star Fleet", is een instrumentale versie van het nummer.